# 瓦拉涅
34°58′35″S 71°48′17″W / 34.97639°S 71.80472°W

瓦拉涅（西班牙語：Hualañé），是智利的城鎮，位於該國中部馬烏萊大區的庫里科省，始建於1790年，面積629平方公里，海拔高度22米，2012年人口9,303人，人口密度每平方公里15人。